# Tram STEL serie 72-83
Le elettromotrici serie 72 ÷ 83 della Società Trazione Elettrica Lombarda erano delle vetture tranviarie interurbane, costruite nel 1926 dalla Carminati & Toselli.

## Storia
Le elettromotrici della serie 72 ÷ 83 ("Carminati") furono costruite nel 1926 come evoluzione delle precedenti 60 ÷ 69 ("Breda") e 70 ÷ 71 ("OM"). Come queste, mantenevano la cassa in legno e il rodiggio a metà aderenza, ma con carrelli completamente nuovi, progettati dalla stessa Carminati & Toselli.
Nel 1927, due unità della serie furono provate sulla rete urbana di Milano, gestita dall'ATM, al fine di sperimentare l'uso di vetture a carrelli in ambito urbano. In seguito a tali prove si sarebbe sviluppato il progetto delle vetture urbane tipo 1928.
Nel 1930 l'unità 81 venne trasformata con equipaggiamento bitensione, potendo così operare sotto la linea aerea a 1.200 V delle tranvie dell'Adda, in aggiunta ai 600 V del resto della rete. La 81 venne destinata al servizio a spola Brugherio-Monza.
Nel 1939 le vetture entrarono nel parco ATM, mantenendo la stessa numerazione, e nel 1948 risultavano ancora tutte in servizio.
Nel 1953, con la soppressione della linea Brugherio-Monza, l'unità 81 fu privata dell'equipaggiamento a 1.200 V e trasferita al servizio vicinale Milano-Niguarda, raggiungendo le altre unità adibite allo stesso servizio.
Passate dopo pochi anni ad espletare le corse vicinali Milano-Cresenzago, divennero eccedenti con la soppressione di questa linea nel 1960. Pertanto, delle 11 unità superstiti, 10 vennero demotorizzate e trasformate in rimorchiate, con la nuova numerazione da 072 a 077 e da 080 a 083, e utilizzate sulle linee Milano-Corsico e Milano-Limbiate. Rimase invece motorizzata l'unità 79, che venne utilizzata ancora per alcuni anni.
Le rimorchiate vennero accantonate e demolite dopo la soppressione della tranvia Milano-Monza nel 1966.

## Livree
Le vetture entrarono in servizio nella livrea bianco gesso tipica dei mezzi STEL. Con il passaggio all'ATM, le vetture assunsero una colorazione a due toni di verde, simile a quella dei tram urbani, ma con un caratteristico disegno frontale "a scudo".